# Нобелевская премия по физиологии или медицине

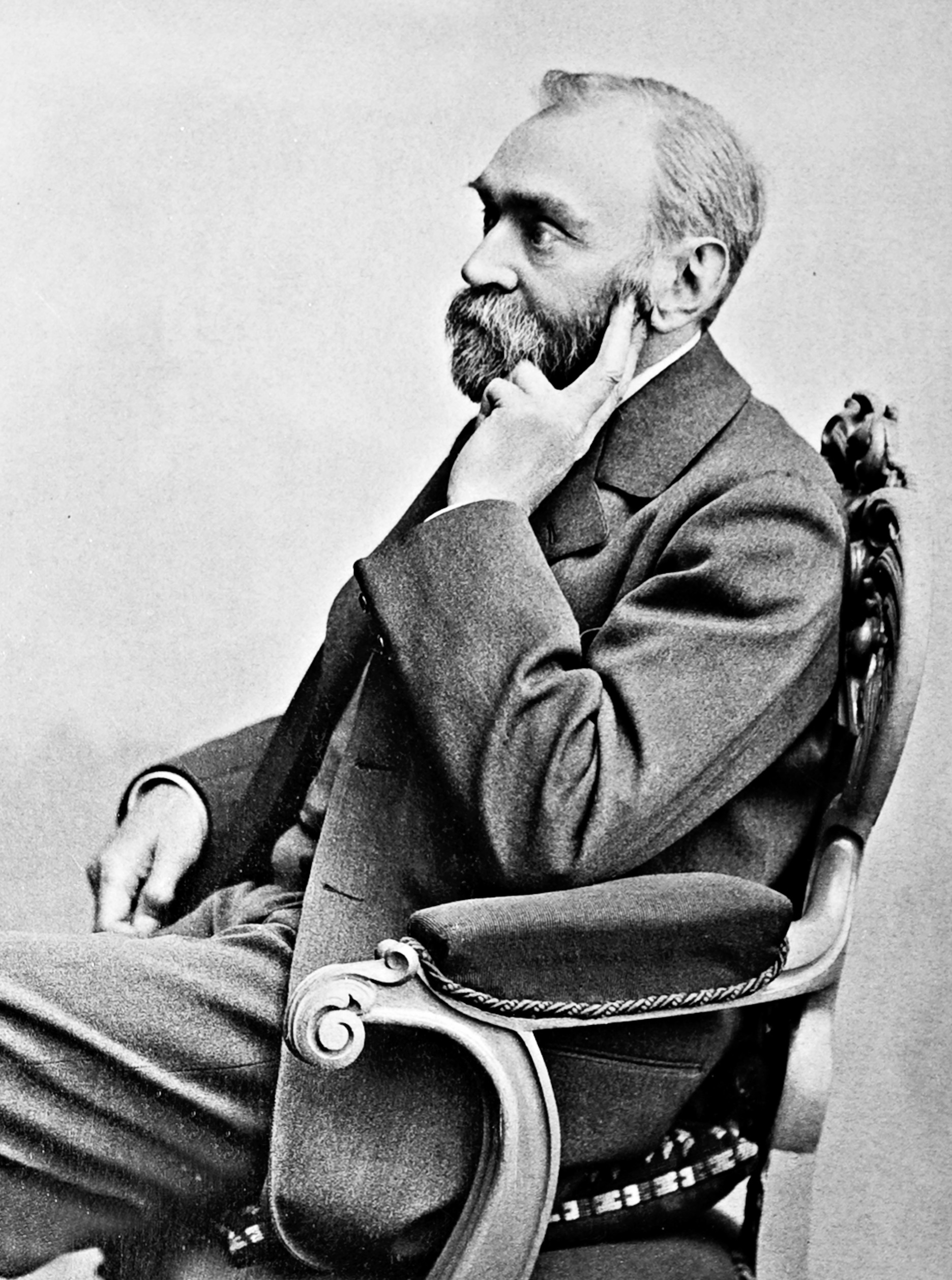
Альфред Нобель интересовался экспериментальной физиологией и создал собственные лаборатории

Нобелевская премия по физиологии или медицине (швед. Nobelpriset i fysiologi eller medicin) — высшая награда за научные достижения в области физиологии или медицины, ежегодно присуждается Нобелевской ассамблеей при Каролинском институте (Швеция).
Премия является одной из пяти премий, учреждённых в соответствии с завещанием, написанным в 1895 году шведским химиком Альфредом Нобелем, который умер в 1896 году. Премии присуждаются за выдающиеся достижения в химии, физике, литературе, в физиологии или медицине и за вклад в установление мира.
Первую Нобелевскую премию по физиологии или медицине вручили в 1901 году Эмилю фон Берингу за работу над сывороточной терапией, прежде всего — за её применение в лечении дифтерии, что открыло новые пути в медицинской науке и дало врачам победоносное оружие против болезни и смерти. Каждый лауреат получает медаль, диплом и денежное вознаграждение, сумма которого изменяется. Награду вручают на ежегодной церемонии в Стокгольме 10 декабря — в годовщину смерти Нобеля.